# Dante's Inferno (videogioco 2010)
Dante's Inferno è un videogioco di genere horror pubblicato per PlayStation 3 e Xbox 360 il 5 febbraio 2010 e per PlayStation Portable il 26 febbraio. È stato sviluppato da Visceral Games per PS3 e Xbox 360 e da Behaviour Interactive per PSP; nel corso del 2010 uscì una versione del gioco anche su Facebook.
È ispirato molto liberamente alla prima cantica della Divina Commedia e vede come protagonista Dante, un veterano della Terza crociata che cerca di salvare l'anima della sua amata Beatrice da Lucifero attraversando i terribili gironi infernali e facendo ammenda dei suoi peccati.

## Trama
In una selva oscura, Dante si sta cucendo una croce nel suo stesso petto e grida dal dolore quando l'ultimo ricamo è finito. La seta inizia immediatamente a mostrare dei flashback sulla sua vita: nel primo, Dante e i suoi compagni crociati ricevono l'ordine da Riccardo I d'Inghilterra di custodire tremila prigionieri arabi, catturati nella città di Acri, da utilizzare come merce di scambio per la restituzione della Vera Croce, posseduta da Saladino. Dante, considerando i prigionieri meritevoli di morire in quanto eretici, rigetta l'ordine e li massacra. Successivamente viene pugnalato alle spalle e davanti a lui appare la Morte, la quale gli rivela che è destinato alla dannazione per i peccati commessi, cosa che lascia allibito il crociato in quanto il vescovo di Firenze aveva garantito che la loro causa fosse santa. Rifiutando il suo destino, con un atto di coraggio Dante combatte e sconfigge la Morte stessa, impadronendosi della sua Falce.
Tornato a Firenze, scopre che sia Beatrice che suo padre sono morti. In quel momento appare l'anima della donna pronta ad ascendere al Paradiso, ma viene immediatamente rapita da un'ombra che si rivela essere Lucifero, il quale rianima i cadaveri dei sepolti per ostacolarlo. Disperato, Dante si fa strada fino a una chiesa in rovina dove benedice sull'altare la sua croce (donatale da Beatrice come segno della sua fedeltà a lei), rendendola un'arma mistica. Contemporaneamente la chiesa crolla su sé stessa rivelando un passaggio per l'Inferno, e dinnanzi a una gigantesca porta Dante incontra lo spirito di Virgilio, inviato da Beatrice per guidarlo nel suo oscuro cammino, per poi usare una Bestia Asteriana per aprire l'entrata e gettarsi nelle profondità della Città Dolente.
Dante inizia la sua discesa sulle rive dell'Inferno dove incontra gli ignavi e le anime appena dannate costrette a salire a bordo del grande traghetto di Caronte, il quale cerca di ostacolare il crociato ma finisce per farlo involontariamente salire fino a farsi strappare la testa. Giunto nel Limbo, Dante affronta il serpentino Giudice dei Dannati, il re Minosse; entra così nel secondo cerchio, la Lussuria, dove scala la Torre Carnale. Lì, vi trova Beatrice, vestita come una sposa infernale, e Lucifero, che rivela come Dante abbia rotto il suo voto andando a letto con una donna prigioniera ad Acri, poiché codesta si offrì di concedersi a lui in cambio della libertà sua e del fratello. Dante affronta e uccide la gigantesca regina Cleopatra e il suo amante Marco Antonio. Nel terzo cerchio della Gola Dante sconfigge il suo guardiano Cerbero, facendosi strada fino a un portale che lo conduce in uno spazio isolato dove Lucifero lo tormenta mostrandogli la morte di Beatrice: lei e Alighiero vennero uccisi dal fratello della donna con cui Dante aveva giaciuto, rivelando di esserne in realtà il marito. Nel quarto cerchio dell'Avarizia Dante incontra proprio l'anima fortemente deformata di suo padre Alighiero, il quale fu una pessima figura paterna per il figlio a causa della sua smisurata avidità e dei piaceri che ne seguivano, e dopo aver superato gli enigmi di Pluto, il caduto dio della ricchezza, Dante sconfigge il padre e lo assolve. Nel quinto cerchio dell'Ira, Dante si fa strada in un luogo ostile fino ad azionare un segnale di fuoco per richiamare la barca di Flegias per attraversare il fiume Stige, scoprendo, però, di essere proprio sulla testa del gigantesco demone di fuoco. Superatolo, Lucifero appare davanti a Dante con Beatrice, rivelando al crociato di come ella fece un patto con lui per divenire la sua sposa se Dante l'avrebbe tradita, per poi dare alla donna una melagrana che la trasforma in un demone.
Schiacciato dalle conseguenze delle sue azioni ma determinato a salvare Beatrice, Dante doma Flegias per abbattere le mura della città di Dite, il sesto cerchio dell'Eresia. Oltre esso si trova il settimo cerchio della Violenza, che comprende il Flegetonte e il Bosco dei Suicidi, al cui interno Dante incontra sua madre Bella: egli si rattrista profondamente essendogli stato detto da bambino che fosse morta di febbre, ma in realtà si impiccò a causa della crudeltà del padre. Dopo averla assolta Dante prosegue verso le Abominevoli Sabbie per i violenti contro Dio, dove incontra i suoi ex compagni crociati e il suo migliore amico, nonché fratello di Beatrice, Francesco Portinari, ora in una versione orribilmente sfigurata di sé stesso e che desidera vendicarsi contro Dante per il suo stato d'essere. Dopo averlo sconfitto Dante lo assolve e scende nell'ottavo cerchio della Fraudolenza. Qui viene raggiunto da Beatrice che lo sottopone alle sfide dei dieci stadi delle Malebolge, ognuno dei quali raffigura i truffatori nel corso della storia, dai semplici ladri ai falsi papi. All'ingresso del nono e ultimo cerchio del Tradimento, Dante insiste con Beatrice che ha affrontato tutti i suoi peccati, ma ella gli ricorda che a causa del massacro perpetrato ai prigionieri di Acri Francesco è morto prendendosi la colpa, rompendo anche il giuramento di proteggere il fratello come se fosse il suo. Rendendosi conto di aver peccato oltre la redenzione, Dante ammette che il suo posto è all'Inferno, ma chiede a Beatrice di non appartenervi più, mostrandogli la croce che gli aveva donato. Questo atto di pentimento purifica Beatrice, che viene portata in Paradiso dall'Arcangelo Gabriele, il quale promette a Dante che la rivedrà e che la sua redenzione è vicina.
Dopo essersi avventurato nel gelido regno dei traditori ed essere arrivato al lago Cocito, Dante affronta finalmente Lucifero stesso, un enorme demone a tre facce incatenato all'interno del lago ghiacciato. Questi rivela come diverse enormi catene, che Dante ha distrutto per procedere, erano le Catene di Giudecca, le quali lo tenevano imprigionato per impedirgli di liberarsi: aprendosi l'addome, Lucifero ne esce nella sua vera forma, rivelando di aver usato Beatrice solo come esca per indurre Dante a rompere le catene e liberarlo. Dopo una lunga lotta Dante riesce a sconfiggere Lucifero, ma prima di finirlo questi gli rivela una sconcertante verità: quando fu trafitto alla spalle ad Acri (tra l'altro dallo stesso uomo della donna a cui si era concesso) Dante è effettivamente morto, rendendosi conto di non poter lasciare l'Inferno in quanto peccatore, mentre Lucifero, ora libero, può finalmente uscirne per rovesciare Dio e impadronirsi del Paradiso, eliminando per sempre tutto ciò che è buono dall'universo. Ma Dante, con l'aiuto delle anime che ha liberato dall'Inferno, si assolve e imprigiona ancora una volta Lucifero nelle profondità del ghiaccio. Il crociato viene quindi portato fuori dall'Inferno da Beatrice, finendo ai piedi del Purgatorio dove si strappa la croce cucita al petto, ma non appena questa tocca terra si trasforma in un serpente che striscia via, mentre la risata di Lucifero riecheggia ancora una volta.

## Modalità di gioco
Il gioco si presenta con un gameplay molto simile a God of War. È possibile eseguire le combo tipiche degli Hack and slash, alternando attacchi leggeri ad attacchi pesanti, oppure utilizzando le Croci di Beatrice per colpire dalla distanza.
Con il proseguire dell'avventura in base a quante anime sono state condannate e a quante assolte, Dante potrà sviluppare i propri potenziamenti seguendo un albero di abilità. In diverse sezioni del gioco è possibile controllare alcune bestie infernali per aprire cancelli oppure per eliminare i nemici.

## Personaggi principali

### Dante Alighieri
Nato a Firenze, da Alighiero e Bella Alighieri, crebbe tra l'amore della madre e la crudeltà del padre, ma il suo passato è sconosciuto. Si innamorò di Beatrice Portinari e iniziò una serena relazione con lei. Come la sua amata, anche Dante ha una forte fede cristiana e, infatti, partecipò come Crociato, alla Terza Crociata.
Prima di partire per la guerra, Dante promise a Beatrice sia di esserle sempre fedele (non andando mai con nessun'altra donna, oltre a lei) che di proteggere il fratello della donna, Francesco (migliore amico di Dante e suo compagno nella Crociata). Dopo aver tuttavia ricevuto dal vescovo di Firenze una falsa assoluzione per ogni futuro crimine che avrebbe compiuto in Terra Santa, Dante si convinse di essere benedetto da Dio e, pertanto, giunto in Terra Santa, sparse senza alcuno scrupolo sangue sia dei soldati che dei civili nemici. A causa degli orrori della guerra, l'anima di Dante si corruppe: oltre a compiere diverse carneficine, giacque anche con una schiava araba (infrangendo la promessa di fedeltà fatta a Beatrice) e lasciò che Francesco si prendesse la colpa dei suoi crimini, venendo di conseguenza giustiziato (infrangendo anche la promessa di proteggerlo).
Il prezzo dei peccati compiuti da Dante arrivò presto: durante l'ennesima carneficina, venne pugnalato a morte alle spalle da un soldato arabo, ritrovandosi davanti alla Morte. Davanti alla rivelazione che è giunta per condurlo all'Inferno, Dante obietta che il vescovo aveva garantito la piena assoluzione per tutti i peccati, ma la Morte gli risponde che il vescovo non possiede un simile potere. Sconvolto dalla rivelazione, e rifiutando la Dannazione Eterna, Dante affronta e sconfigge la Morte (impadronendosi della sua Falce, che userà come arma principale) per poi tornare a Firenze, dalla sua amata Beatrice, salvo poi scoprire della sua morte. Davanti al suo cadavere appaiono, però, l'anima della donna (insieme all'ombra di Lucifero), che rivela al Crociato di essersi concessa al signore dell'Inferno, in cui poi sprofonda. All'insaputa di Dante, Beatrice aveva infatti promesso di concedersi a Lucifero se Dante non avesse rispettato le due promesse; essendo ciò accaduto, Beatrice sarà ora sua per l'eternità.
Immediatamente, Dante scende a sua volta nell'Inferno, deciso a riavere la sua amata. Durante la sua personale guerra contro l'Inferno e i suoi abitanti, il Crociato mostra sempre una volontà indomabile: niente (per quanto duro e crudele sia) lo farà mai arrendere, e nemmeno la scoperta che Beatrice è diventata la sposa di Lucifero e la Regina dell'Inferno lo fa desistere, fino a quando la sua amata non lo mette di fronte al suo peccato più grave, ovvero l'aver lasciato morire Francesco. Solo a quel punto, Dante si arrende e afferma che il suo posto è all'Inferno, ma che quello della donna è al Paradiso. Colpita da quelle parole (e soprattutto dal fatto che Dante conservi ancora la croce che gli aveva donato per sancire la loro promessa), Beatrice accetta di farsi assolvere e, istantaneamente, un angelo scende all'Inferno per portarla in Paradiso.
Prima di andarsene, l'angelo dice a Dante che rivedrà presto la sua amata, e di non arrendersi perché la battaglia che sta affrontando è molto più importante di quanto lui non creda. Fortificato dalle sue azioni e dalle sue parole, Dante affronta Lucifero e, al termine di un violento combattimento in cui viene aiutato anche da tutte le anime dannate che aveva assolto, riesce a sconfiggere Lucifero, impedendogli di realizzare i suoi piani. In seguito al combattimento, Dante viene condotto dall'anima di Beatrice nel Purgatorio ed esclama «Io non morì, né rimasi vivo». La sua felicità è immensa perché, forse, adesso potrà davvero vivere per l'eternità insieme alla sua amata.

### Beatrice Portinari
Nativa di Firenze come Dante, anche il suo passato è sconosciuto, e il suo unico familiare noto è il fratello Francesco, il migliore amico di Dante. Conobbe il Crociato durante la sua infanzia e sì innamorò ricambiata di lui, diventando la sua amata.
Donna dotata di una forte fede cristiana, in occasione della Terza Crociata, Beatrice donò la sua croce all'amato, facendogli promettere che non l'avrebbe mai tradita con nessun'altra donna e che avrebbe protetto, anche a costo della sua stessa vita, il fratello Francesco (anch'egli crociato). All'insaputa di Dante, però, Beatrice promise a sua volta a Lucifero che gli avrebbe donato la sua anima, se il Crociato fosse venuto meno alle sue due promesse. Mentre l'amato combatteva in Terra Santa, Beatrice risiedette nella casa di Alighiero (il padre di Dante), un uomo che la inquietava per l'implicita attrazione che provava verso di lei. Prima che, però, potesse venire molestata dall'uomo, Beatrice venne uccisa insieme ad Alighiero da un guerriero arabo, in cerca di vendetta per il fatto che sua moglie avesse giaciuto con Dante (il Crociato aveva infatti spezzato la promessa, giacendo con quella donna che, per salvare il marito torturato dalle guardie, si era offerta a lui).
La sua anima viene dunque reclamata da Lucifero, e quando l'amato ritorna nella casa del padre dopo aver sconfitto la Morte, Beatrice gli svela di essere dannata per colpa sua, per poi scendere insieme a Lucifero nell'Inferno. Durante la sua permanenza in quel luogo, l'anima di Beatrice inizia a corrompersi, ma prima che perda completamente la sua purezza riesce a chiedere all'anima del poeta latino Virgilio di aiutare il suo amato, con la promessa che lei avrebbe tessuto le sue lodi davanti a Dio.
La corruzione è tuttavia inarrestabile: quando Dante raggiunge la Torre Carnale, nel Secondo Cerchio, Beatrice indossa infatti un abito da sposa e svela al Crociato la promessa che aveva fatto con Lucifero, per poi scomparire (continuando tuttavia a sfidare Dante con la sua voce e brevi visioni mentre l'uomo prosegue la sua discesa). In seguito, riappare di persona nell'Ottavo Cerchio, ormai completamente trasformata nella Regina dell'Inferno, e continua a rinnegare Dante; dopo che questi afferma di essersi redento dai propri peccati, Beatrice gli mostra che ne ha ancora uno, il più grave di tutti: il tradimento di Francesco.
Distrutto dalla scoperta, Dante si arrende e afferma che il suo posto è dunque all'Inferno, ma che quello della donna è al Paradiso. Colpita da quelle parole, Beatrice lo diventa ancora di più nel rivedere la croce che aveva donato all'amato; compreso che il Crociato è davvero pentito dei suoi peccati e la ama ancora sinceramente ancora, Beatrice accetta finalmente di lasciarsi assolvere. Immediatamente, un angelo scende all'Inferno e la porta nel Paradiso ma, prima di andarsene, spiega al Crociato che la rivedrà ancora.
Difatti, dopo che Dante è riuscito a sconfiggere Lucifero, Beatrice prende la sua anima e lo conduce nel Purgatorio; è implicito che trascorrerà l'eternità al suo fianco.

### Publio Virgilio Marone
Poeta vissuto a Roma, ai tempi di Augusto, e autore dell'Eneide. Virgilio era un pagano virtuoso ma non essendo cristiano (in quanto, vissuto e morto prima della nascita di Cristo), non poté accedere al Paradiso e nemmeno al Purgatorio. Tuttavia, non essendo un'anima malvagia, venne collocato nel Limbo, il Primo Cerchio dell'Inferno (e l'unico, in cui i dannati non ricevono torture fisiche), insieme agli altri pagani virtuosi e ai bambini morti prima di ricevere il Battesimo.
Quando Beatrice viene condotta nell'Inferno, si rivolge a lui, chiedendogli di guidare Dante, attraverso l'Inferno (in cambio, lei lo avrebbe lodato davanti a Dio, dandogli, forse, una possibilità di uscire dall'Inferno) e il poeta, allora, accetta, facendo da guida al Crociato.
In questa versione, Virgilio non possiede un corpo fisico ma è uno spirito e, di conseguenza, non aiuta mai Dante (mentre combatte contro le creature infernali), limitandosi ad assistere, silenziosamente, ai suoi scontri.

### Lucifero
L'angelo ribelle, scacciato dal Paradiso. Lucifero era stato il primo angelo ad essere creato da Dio, nonché quello più bello, potente e vicino a lui.
Furono proprio questi fattori, a renderlo superbo ma si ribellò a suo padre, soltanto quando Dio creò Adamo ed Eva (a differenza di tutti gli altri angeli, Lucifero si rifiutò di mettersi al loro servizio perché li considerava creature infime). Allora, prendendo un terzo della popolazione angelica, dichiarò guerra a Dio ma venne sconfitto e scacciato dal Paradiso: mentre precipitava sulla Terra, perse le sue splendide sembianze (trasformandosi in un mostruoso demonio) e, nella zona in cui atterrò, creò una voragine (che divenne l'Inferno). Insieme a lui, vennero scacciati in questa voragine, anche gli angeli che l'avevano appoggiato (i quali, si trasformarono nei diavoli) e, come lui, vennero, anch'essi, condannati a non poter mai abbandonare quel luogo.
Assumendo, ufficialmente, il nome "Satana", Lucifero divenne il Signore dell'Inferno e creò le pene infernali, con cui torturare, per l'eternità, le anime degli uomini che scelsero il male. In occasione della Terza Crociata, Beatrice gli promise che se Dante avesse infranto le sue due promesse, lei si sarebbe concessa a lui. In seguito alla morte della donna (uccisa, per vendetta, dal marito della schiava araba, con cui Dante aveva giaciuto), Lucifero viene a reclamare la sua anima e (dopo aver rivelato a Dante, la sua intenzione di renderla la sua sposa) la conduce all'Inferno. Quando il Crociato giunge nel Terzo Cerchio, Lucifero lo sbeffeggia, rivelandogli (tramite una visione) che era stato proprio lo stesso Dante, il responsabile della dannazione di Beatrice, per poi andarsene, mentre lo sfida a proseguire nel suo viaggio.
Dopo che il Crociato giunge nel Nono e ultimo Cerchio, Lucifero riappare in un gigantesco corpo con ali di pipistrello e tre facce (una rossa, una nera e una gialla) ed è libero. Infatti, le gigantesche catene che Dante aveva visto (e distrutto, per poter proseguire nel suo viaggio) servivano proprio ad imprigionarlo nell'inferno ma ora che non ci sono più, è in grado di abbandonare quel luogo. Mentre combatte contro Dante gli rivela che il suo vero piano era attirare l'uomo nell'inferno perché, per abbandonare quel luogo, necessitava di anime parecchio malvagie ma soltanto quella di Dante, per via dei suoi crimini in Terra Santa, era così nera da riuscire a liberarlo (in questa occasione, Lucifero afferma, anche, a Dante, di averlo ingannato come ingannò Eva con la mela, ma non è chiaro se fosse serio o ironico) e per demoralizzare, ulteriormente, il Crociato, si squarcia il petto, da cui esce la sua vera forma: il gigantesco corpo, era solo un ulteriore prigione.
Inoltre, Lucifero cerca di annientare, definitivamente, Dante, mostrandogli il momento in cui venne pugnalato alle spalle, dal guerriero arabo. La tattica, tuttavia, non funziona perché l'uomo (con l'aiuto di tutte le anime che aveva assolto) riesce a rimprigionarlo di nuovo, prima che possa fuggire nel Purgatorio (e da qui, lanciarsi alla riconquista del Paradiso), sconfiggendolo definitivamente.
Tuttavia, poiché (quando Dante è nel Purgatorio) si sente una flebile risata maligna, è implicito che Lucifero si sia già ripreso e che tenterà, nuovamente, di vendicarsi.

### Santa Lucia
Un angelo guerriero, disponibile, esclusivamente, nell'espansione "St. Lucia Edition", dove viene utilizzata dal secondo giocatore.

## Nemici

### Guardiani Infernali
- La Morte

L'incarnazione della fine di ogni cosa e l'entità che tutti gli esseri viventi, sono destinati ad incontrare, quando giungerà il momento in cui verrà a condurli dal mondo dei vivi a quello dei morti. Il suo aspetto, è quello di un nero scheletro carbonizzato, con spietati occhi argentati, una bocca affilata, indossa un mantello nero con tanto di corna e una fascia dorata e possiede una grande Falce, con incastonato un teschio (anch'esso, dorato).
Dante la incontrò ad Acri, dopo essere stato pugnalato alla schiena da un soldato arabo. Il tempo, improvvisamente, si fermò ed apparve la Morte che informò il Crociato di essere venuta a condurlo all'Inferno, dove subirà la Dannazione Eterna, per i suoi peccati. L'uomo, rifiutandosi di credere di poter essere dannato per le sue azioni (poiché, il Vescovo gli aveva assicurato che erano in nome di Dio), rifiutò il suo destino e combatté la Morte, in una dimensione al confine tra il mondo mortale e il mondo spirituale. Sebbene la Morte fosse vicina a finirlo, il Crociato riuscì a ferirla e a prenderle la Falce, che usò per sconfiggerla. Dopo averla sconfitta, Dante mantenne la sua Falce e la utilizzò come arma principale, sia quando tornò a Firenze che quando attraversò l'Inferno.
- Caronte

Il traghettatore dei dannati, il cui dovere è quello di traghettare le anime dannate, attraverso il fiume Acheronte, fino al Limbo. Il suo aspetto, è quello di una chiatta antropomorfa, con occhi infuocati, che ha come corpo, una gigantesca nave (nel film d'animazione, Virgilio afferma che Caronte ha scelto di assumere queste sembianze, per poter trasportare, con maggior facilità, le migliaia di anime che, ogni giorno, scendono all'Inferno).
Sebbene fosse, fisicamente, incapace di attaccare i nemici (a causa della sua mancanza di arti, tranne la testa), Caronte è in grado di evocare vari demoni, per combattere Dante. Al termine dello scontro, viene decapitato dal Crociato, che usa una "Bestia Asteriana" per staccargli la testa, per poi gettarla (mentre continua a ripetere l'iscrizione presente sulla Porta dell'Inferno) nel Limbo. In seguito, la sua testa riappare nel fiume Stige, dove è diventata la tana dei "Parassiti".
- Minosse

Il Giudice dei dannati, che risiede nel Limbo. Si occupa di giudicare ogni singola anima che giunge all'Inferno, decidendo in quale dei Nove Cerchi, dovrà trascorrere l'eternità. Il suo aspetto è quello di un uomo anziano con una grande corona scheletrica fusa sulla sua testa, le narici sono tagliate, indossa protezioni scagliate sulle spalle, ha un torso simile a quello di un calamaro (con una protuberanza rosa) e possiede una catena di funzionari fatta di cadaveri arginati.
In questa versione, Minosse è cieco e, di conseguenza, fa affidamento sull'olfatto e sul tatto, per trovare i dannati e, una volta presi, li annusa per poi dichiarare il loro peccato. In seguito, avvolge la sua coda attorno ai loro corpi e il numero di nodi, corrisponde a quello del Cerchio a cui sono stati destinati (se Minosse avvolge la coda per sei volte, il dannato verrà condannato al Sesto Cerchio). Stabilito il Cerchio, Minosse li impala sulla sua "Ruota della Tortura e li fa girare con una forza tale da spedirli, direttamente, nel Cerchio a cui sono stati destinati.
Quando Dante entra nel suo dominio, gli ordina di dirgli dove era stata portata Beatrice. Minosse lo annusa, e afferma «Sento solo l'odore di un traditore, un goloso, un assassino». Il Crociato lo sfida, dicendogli di annusarlo di nuovo, e infuriato, Minosse lo attacca ma viene sconfitto, facendosi impalare la lingua su una punta della sua "Ruota della Tortura" (che viene, poi, fatta girare da Dante), cosa che gli taglia la faccia a metà.
Nel film d'animazione, il suo ruolo è quasi lo stesso del videogioco ma si mostra disinteressato verso Dante, attaccandolo solo dopo che quest'ultimo gli parla. In seguito alla sua sconfitta, le anime che doveva giudicare, fuggono dal suo palazzo, nel tentativo di abbandonare l'Inferno.
- Cleopatra

L'ultimo Faraone dell'Antico Egitto e la Regina della Lussuria che governava le anime lussuriose, nella sua Torre, insieme al suo amante, Marco Antonio.
Dopo la loro morte, Cleopatra e Antonio vennero condannati al Secondo Cerchio dell'Inferno ma, a un certo punto, incontrarono Lucifero e si allearono con lui, diventando i guardiani del Cerchio, in cambio della loro fedeltà (per questo motivo, Cleopatra aiutò Lucifero, nel suo piano di rapire l'anima di Beatrice). Quando Dante arriva nel Cerchio (alla ricerca dell'anima di Beatrice), una gigantesca Cleopatra solleva la Torre Carnale, evocando la "Tempesta della Lussuria" per proteggerla e, mentre il Crociato riesce a superare la tempesta e a salire sulla Torre, lei si arrampica sull'esterno, evocando le "Tentatrici" e i "Bambini non battezzati" perché attacchino l'uomo. In seguito, blocca l'ascensore che Dante stava usando per arrivare in cima, costringendolo ad attaccare qualsiasi parte del suo corpo che lascia esposta, pur di riprendere la salita.
Dopo che il Crociato si è confrontato con Lucifero, in cima alla Torre, Cleopatra riappare e lo sbeffeggia per il fatto che la lussuria dell'uomo (ad Acri), abbia condannato lui e la sua amata Beatrice e convoca Marco Antonio per ucciderlo, aiutandolo con la magia. Dopo che Antonio viene sconfitto da Dante, Cleopatra si riduce a grandezza umana e si inginocchia al fianco di Antonio, piangendo la sua sconfitta. Piena di odio, cerca di vendicarsi contro Dante, tentando di sedurlo (con l'intenzione di ucciderlo, appena abbassata la guardia) ma il Crociato la trafigge al cuore, con la sua Falce, sconfiggendola definitivamente.
Nel film d'animazione, Cleopatra (insieme a Marco Antonio) fa una breve apparizione come una delle anime dannate nel Secondo Cerchio. In seguito, viene citata da Lucifero che afferma che, un tempo, la considerava la sua Regina ma l'abbandonò perché la sua anima, non era pura come quella di Beatrice.
- Marco Antonio

Amante di Cleopatra, vive letteralmente all'interno del suo corpo. Possiede un gladio sovradimensionato e uno scutum e indossa un'armatura costituita da braccia dorate (le mani di alcune di queste braccia, gli tirano le labbra e le palpebre costringendolo a tenerle, perennemente, aperte) e indossa una cintura, con viticci a forma di fallo che penzolavano da essa, e indossa, anche, una grande brachetta da cintura, a forma di scarabeo.
Durante la fase finale della lotta tra Dante e Cleopatra (sulla Torre Carnale), quest'ultima evoca Marco Antonio, facendolo uscire dalla sua bocca. Lo stesso Antonio, chiede alla sua amata, di lasciargli il Crociato e, dopo aver ottenuto il suo permesso, si scontra con Dante (se Antonio perde salute, Cleopatra tenterà di dargliene di più).
Dopo essere stato sconfitto, Cleopatra si riduce a dimensioni umane e corre ad abbracciarlo mentre Antonio, le ricorda, con disperazione, che gli aveva promesso che sarebbero rimasti insieme per l'eternità, per poi scomparire. In seguito alla sua scomparsa, Cleopatra (piena di odio) cerca di vendicarsi contro Dante, tentando di sedurlo (con l'intenzione di ucciderlo, appena abbassata la guardia) ma il Crociato la trafigge al cuore, con la sua Falce, sconfiggendola definitivamente.
- Cerbero

(Virgilio a Dante)
Il segugio infernale a tre teste, che custodisce il Terzo Cerchio dell'Inferno. Il suo aspetto è costituito da un corpo dotato di braccia umane, delle teste simili a quelle dei vermi (con denti cariati), una cresta di pinna caudale e, al posto degli occhi, tre paia di minuscole bocche.
Dante incontra Cerbero (quando scende nel Terzo Cerchio), e lo sconfigge decapitandogli, con la Falce, le due teste laterali mentre quella centrale, la fa esplodere con la Croce (dopo che Cerbero l'ha ingoiato).
Nel film d'animazione, appare più attivo e mobile, rispetto al videogioco: si sposta attraverso il suo Cerchio, e divora le anime dannate. Per poter accedere al Cerchio successivo, Dante si lascia ingoiare e poi si fa strada, attraverso le sue viscere, per poi distruggergli il cuore, facendogli vomitare una grande quantità di sangue.
Come guardiano del Cerchio della gola, Cerbero è in grado di consumare una quantità indefinita di materia, sia sporcizia che anime dannate e può, anche, allungarsi per mordere i nemici. A causa delle sue numerose bocche, può nutrirsi in grande quantità e poi vomitare le anime, per lanciarle contro il Crociato.
- Pluto

Un'enorme e demoniaca statua dorata, posta a guardia del Quarto Cerchio. Il suo aspetto è quello di una gigantesca statua (interamente costituita da oro e pietre preziose), dotata di corna e una grande forza. La sua mano sinistra, ha sei dita che reggono due pentole d'oro mentre quella destra aveva diverse mani più piccole, al posto dei polpastrelli (forse, a simboleggiare la natura dell'avidità). Gli occhi della statua, possono attivarsi (emettendo una luce brillante) e questo fa sì che si generi una struttura dorata su speciali aree, sul pavimento, ma in breve tempo, queste strutture svaniranno nel nulla.
All'interno del Quarto Cerchio, Dante viene avvertito da Virgilio, di non lasciare che Pluto ostacolasse la sua ricerca e dopo che il Crociato è entrato nella sua camera, viene affrontato da diversi "Schiavi Infernali". In seguito alla loro sconfitta, gli occhi di Pluto iniziano a brillare, emettendo un raggio di luce che ha generato un grande oggetto dorato (simile a una scatola) sul pavimento. Dante può usare una leva per far ruotare l'oggetto intorno alla camera e questo, ne fa apparire delle altre che se non allineate, scompariranno in fretta. Una volta, correttamente, allineate, le strutture consentono al Crociato di raggiungere le pentole di Pluto, dove sono presenti una statua di Beatrice e una "Porta del Demone", situate su una roccia dietro la testa del Dio.
- Alighiero

Il padre di Dante è un uomo edonista che rubava il denaro, i raccolti e le proprietà delle famiglie povere che lavoravano nelle sue terre, per finanziare le sue feste private che teneva con i suoi amici.
Durante l'infanzia di Dante, Alighiero era un uomo avido e licenzioso che abusava della moglie, Bella Abati, disprezzava suo figlio (credendolo un debole) ed era, anche, un uomo lascivo che giaceva con molte donne (comprese le prostitute). A causa di Alighiero, alla fine, la moglie si suicidò ma l'uomo disse a Dante, che era morta di febbre (affermando che era morta, perché era una donna debole) e viene confermato che è stata la negativa influenza di Alighiero, a plasmare gli aspetti più oscuri della personalità di Dante.
Quando Dante partì per la Terza Crociata, Beatrice rimase nella casa di Alighiero (in attesa del ritorno del suo amato) e subì una tentata seduzione dall'uomo che, senza successo, cercò di sedurla dicendole che il figlio era morto in guerra. In quel momento, apparve un uomo arabo che li attaccò: Alighiero prese il sopravvento, spingendo l'uomo per terra ma, proprio mentre stava per ucciderlo, l'uomo lo pugnalò all'occhio (con l'enorme croce dorata, che Alighiero portava al collo), uccidendolo all'istante. Per i suoi peccati, Alighiero venne condannato al Quarto Cerchio e venne trasformato in una creatura obesa, con catene attorno al collo, la sua mano destra venne sostituita con un piede di maiale (a simboleggiare la sua Gola), aveva lo stomaco strappato e brandiva una gigantesca croce dorata, adornata con gioielli (modellata sulla stessa, che indossava in vita).
Quando Dante arriva nel Quarto Cerchio, fu sorpreso di incontrare suo padre che lo schernì, definendolo un fallimento nella vita e Dante (per tutta risposta) gli gridò «Temevo di diventare lo stesso uomo che era mio padre», per poi combatterlo nella "Ruota della Fortuna", riuscendo a sconfiggerlo. In seguito, con gran disprezzo, il Crociato decise di assolverlo (per dimostrargli che non sarà dannato come lui. Durante la lotta contro Lucifero, l'anima di Alighiero (insieme a tutte le altre, assolte da Dante) lo aiuta a rimprigionare il Diavolo.
Nel film d'animazione, il personaggio è ancora più negativo: (quando Dante era un bambino) lo picchiò perché pensava che gli avesse rubato tre corone d'oro, su un totale di cinquantaquattro, e quando rivede il figlio, nel Quarto Cerchio, gli rivela che Lucifero gli aveva promesso mille anni senza torture e oro infinito (se avesse ucciso il figlio, nel loro scontro). Anche per questo motivo, mentre lo affronta, il Crociato non lo assolve ma, con gran disgusto, lo getta dentro una vasca di oro bollente.
- Flegias

(Filippo Argenti)
Il gigantesco guardiano del Quinto Cerchio e il traghettatore del fiume Stige. Il suo aspetto è quello di un demone rivestito di magma (simboleggiante la rabbia), dotato di corna di bisonte e indossa una corona simile a un giglio dentato.
Flegias era un semidio, figlio di Ares (il Dio della guerra), che venne ucciso da Elio (il Dio del sole). All'Inferno, Flegias venne trasformato in un gigantesco demone e condannato al Quinto Cerchio dell'Inferno, come punizione per aver bruciato il Tempio di Delfi. Quando Dante giunge nel Quinto Cerchio, inconsapevolmente, lo cavalca attraverso lo Stige e, dopo aver visto Beatrice diventare la sposa di Lucifero, il Crociato sottomette il Demone e lo usa per irrompere nella Città di Dite. Dopo che Dante scende nel Sesto Cerchio, Flegias rompe il terreno su cui si trova e precipita nel baratro sottostante.
Nel film d'animazione, l'aspetto fisico di Flegias è meno caratterizzato, poiché, appare come un semplice umanoide dalla pelle verde e (a differenza del videogioco) trasporta, volentieri, Dante e Virgilio (attraverso il Quinto Cerchio dell'Inferno) senza ribellarsi. Viene neutralizzato da Lucifero, quando Dante cerca di affrontarlo (utilizzando Flegias).
- Farinata degli Uberti

(Farinata a Dante, nel film)
Farinata degli Uberti fu un aristocratico e condottiero fiorentino, membro dei ghibellini. Riuscì a sconfiggere i guelfi e a conquistare Firenze, tuttavia, proibì ai ghibellini di distruggere la città, arrivando, persino, a offrirsi di combattere contro i suoi stessi compagni, pur di proteggerla. La sua ironica ma ardente fedeltà a Firenze, protesse la città dalla totale distruzione, per mano dei ghibellini.
Dopo la morte di Farinata e di sua moglie, i loro corpi vennero riesumati e processati per eresia, dall'Inquisizione (a quei tempi, i cadaveri potevano essere dissotterrati, accusati e condannati per questo crimine). L'Inquisizione sosteneva che Uberti negasse il concetto di vita dopo la morte (seguendo gli insegnamenti di Epicuro), che l'anima morisse con il corpo e che, quindi, andava goduta (concedendosi ai piaceri). Per questa empietà, i corpi della coppia furono ridotti in cenere mentre l'anima di Farinata, venne condannata al Sesto Cerchio dell'Inferno (in cui appare come una delle anime che si può scegliere, se assolvere o dannare).
Nel film d'animazione, Farinata appare come un'antagonista. Quando Dante e Virgilio attraversano il Sesto Cerchio, vengono raggiunti dal ghibellino (ridotto a un corpo squartato e avvolto dalle fiamme) che sbeffeggia Dante (il quale, lo riconosce e lo definisce un uomo odiato, quando era in vita), predicendogli il matrimonio tra Beatrice e Lucifero mentre il Crociato, sarà dannato all'Inferno. Tale sbeffeggiamento, provoca la rabbia di Dante che lo pugnala all'occhio, con la Croce (facendolo scomparire), per poi dichiarare il disprezzo che provava nei suoi confronti, affermando «Non mi è mai piaciuto».
- Il Minotauro

(Virgilio a Dante, nel film)
Il guardiano di Dite e del fiume Flegetonte.
Nel videogioco, appare come un'enorme statua, dotata di una faccia appiattita con occhi rossi, una copiosa schiuma cola dalla bocca; possiede la coda di un leone, pelose e muscolose mani (fuse con il bronzo), piedi scolpiti nello smeraldo (legati con una fascia dorata), indossa un grembiule marrone e maneggia una gigantesca ascia di pietra.
Nel film d'animazione, appare come una creatura vivente che, tuttavia, si sconfigge da sola (a causa della sua rabbia animalesca, che lo rende incapace di ragionare).
- I Centauri

Nel videogioco, appaiono come enormi statue (a cui, sono attaccate delle gabbie che salgono e scendono nel fiume). Dante è costretto a sfruttare tali gabbie, per riuscire ad attraversare il Flegetonte.
Nel film d'animazione, appare un femminile centauro vivente, Nesso. Quando Dante e Virgilio devono attraversare il fiume, quest'ultimo chiama Nesso che (in quanto amica del poeta), accetta, volentieri, di trasportarli, facendoli salire sul suo dorso.
- Francesco Portinari

Francesco Portinari è il fratello di Beatrice. È un personaggio che non compare nel poema originale. Uomo di buon cuore ed ottimo amico di Dante, partì con lui per la crociata, dopo che quest'ultimo giurò a Beatrice di proteggerlo a costo della vita. Non era mosso dal fanatismo religioso dell'amico, e combatté solo per riavere la terra santa, invece che per giustiziare gli "eretici". Cercò invano di fermare il massacro di Dante, sia con le parole sia con la forza. Nonostante ciò, si addossò la colpa dell'accaduto, salvando Dante e chiedendogli di proteggere sua sorella, ma finendo abbandonato al suo destino dal guerriero e giustiziato. Di certo anche lui credette nelle parole del vescovo, perché non si pentì dei suoi peccati e fu condannato al settimo cerchio. È presente sulla schiena di Gerione, dunque nel terzo girone, dove sono puniti i violenti contro Dio, natura ed arte: bestemmiatori, sodomiti ed usurai. Non si dice se sia colpevole anche di questi peccati. Appare a Dante in una versione orrendamente sfigurata di sé stesso, in preda all'ira come molti altri crociati dannati. Dante riesce a sconfiggerlo strappandogli una spada impiantata nella sua schiena e calmandolo. Qui Francesco comprende che per Dio un omicida è solo un omicida, indipendentemente dai suoi ideali. Verrà infine assolto da Dante, e la sua anima lo aiuterà sia contro Lucifero sia salvandolo dall'inferno. Nell'anime, a causa del diverso numero di registi, Francesco appare con diversi design. Nel girone dei violenti appare come un uomo biondo, nel videogioco è bruno, senza caratteristiche demoniache, se non per alcune ferite.
Come nel videogioco, attacca Dante per vendetta, ma verrà sconfitto dall'ex-amico che, con la falce, gli taglia in due la testa, condannandolo a seguitare nel supplizio, anche se dispiaciuto della sua sorte. Dante prega Dio di accogliere l'anima del suo amico in Paradiso; ma dopo Lucifero ride, quindi non è chiaro se la richiesta venga accolta oppure no. Nel fumetto l'aspetto di Francesco e la sua fine sono simili, differente lo strappo dalla schiena di tre spade; lo si vedrà spirare tra le braccia di Dante, tornato al suo aspetto originario.
- Gerione

Mostro appartenente alla mitologia classica ed una delle dodici fatiche di Ercole, era un gigante con tre teste, sei braccia e sei gambe, tutte in un unico tronco. Non risulta essere un fraudolento, anche se Dante lo pone come custode del cerchio dove essi sono puniti, l'ottavo. Sono forse tarde leggende medioevali a descriverlo come un re dal volto benigno che accoglieva i suoi ospiti per poi ucciderli barbaramente. Nel poema originale è descritto come una mostruosa chimera: testa d'uomo, corpo di drago senz'ali e coda di scorpione; egli tuttavia accompagnerà i due poeti all'ottavo cerchio. Nel videogioco è una statua mobile con le sembianze fedeli al poema, ma che sorregge un enorme piatto chiamato "schiena di Gerione", su cui si consuma lo scontro tra Dante e Francesco. Nell'anime è invece una vera e propria creatura, seppur fantasiosa (possiede le ali, non menzionate nel poema) che accompagna i due visitatori come nel libro. Nel fumetto è un mostruoso essere ibrido di uomo, serpe e cavallo, con una testa sottile costituita da una bilancia con un numero impreciso di occhi su ogni piatto, fiamme o pelame rossiccio e segni astronomici infuocati lungo la coda. Si asservisce volentieri a Dante e trasporterà lui e Virgilio presso le Bolge.
- Malacoda

Diavolo presente nell'ottavo cerchio. Nel poema originale è il capo delle Malebranche, gruppo di diavoli custodi e punitori dei dannati che occupano la quinta bolgia, quella dei barattieri, politici corrotti. Nel videogioco invece sembra essere il custode dell'intero cerchio e di tutte le sue bolge. È un diavolo di grosse dimensioni, seppur non gigantesco, armato di ascia e coperto dal fuoco che lo rende immune agli attacchi con la falce, in modo quindi molto simile agli spiriti di fuoco. Sembra un essere privo di razionalità, ed in tal caso una creatura ben diversa del poema originale, in cui riesce ad ingannare Virgilio e Dante con delle bugie. Viene scagliato da Beatrice, ora regina dell'inferno, contro Dante appena costui scende dalla schiena di Gerione, cioè ancor prima della prima bolgia, quella di ruffiani e seduttori, e di nuovo alla fine della prova della decima bolgia, quella dei falsari. È possibile condannarlo o assolverlo. Secondo Quick Time Events può essere battuto con mezzi del tutto identici a quelli usati contro i diavoli standard; e ciò lo rende più un mini-boss che un boss vero e proprio. Infatti è l'unico che compare nell'arena dopo le porte dell'Inferno, dove vi sono solo i nemici standard, anche solo in due unità alla volta. Non appare nell'anime, né è menzionato. Viene affrontato da Dante anche nel fumetto.
- I Giganti

Personaggi appartenenti a diverse mitologie che si trovano imprigionati tra l'ottavo ed il nono cerchio. Non sono dei boss, né punitori o guardiani infernali, ma anzi sono loro stessi puniti come i dannati, ognuno secondo un proprio contrappasso. Sono puniti principalmente per superbia, peccato che secondo la mitologia spinse alcuni di loro a schierarsi contro l'Olimpo. Il gruppo è costituito da Nembrot, impossibilitato alla comunicazione perché sa parlare e comprendere solo un linguaggio conosciuto da lui e nessun altro; Fialte, saldamente incatenato ed impossibilitato ad usare la forza di cui andava molto fiero; Anteo, gigante ucciso da Eracle e Briareo. Di questi, Anteo è l'unico libero poiché non prese parte alla Guerra dei Giganti, e per questo nel poema aiuta Virgilio e Dante a giungere nel nono cerchio. Nel videogame, anche se sono correttamente posti tra l'ottavo ed il nono cerchio, sembrano più essere nel cerchio di Giuda perché sono visti patire il freddo. Non sono nemici di Dante, ma neanche alleati (anche se con il loro soffio possono far precipitare Dante in un baratro). Nell'anime sono posti nel nono cerchio, senza segni particolari, e quindi identici tra loro.
Sono impossibilitati a muoversi perché completamente ricoperti dal ghiaccio come i dannati della Giudecca, compreso Anteo. Nel fumetto sono i guardiani personali di Lucifero e sono enormi e feroci. Dante li farà cadere l'uno addosso all'altro tranciandone i piedi come un boscaiolo farebbe con un albero.

### Anime dannate
Nel corso del viaggio, Dante incontrerà le anime di noti peccatori, tratti dall'opera originale o collocati intenzionalmente dai creatori del videogioco. Egli può decidere di redimerli con la croce o di condannarli con la falce. In tutto, vi sono 27 dannati e sono:
- Ponzio Pilato: Politico romano della Giudea, la sua vigliaccheria contribuì alla sofferenza di Gesù per il peccato di molti, ed è per questo che sentirà il peso di tutti nel Limbo. Lo si incontra lungo le sponde dell'Acheronte.
- Orfeo: Poeta e musicista greco che non ha voluto lasciare andare la sua amata, la ninfa Euridice, nell'oltretomba. Venne denunciato per aver tentato di impedire il volere degli Dei. Lo si trova all'interno del traghetto di Caronte. Nella Commedia, viene presentato come uno dei molti pagani virtuosi del Limbo.
- Elettra: Principessa micenea, che uccise la madre Clitennestra per vendicare l'ingiusta morte del padre Agamennone. Collocata nel Limbo sia nell'opera sia nel videogioco, viene punita conoscendo l'ira di Dio.
- Francesca da Polenta: Contemporanea di Dante e abitante presso Rimini, Francesca si innamorò di Paolo Malatesta, il fratello minore di Gianciotto Malatesta, il suo vecchio e deforme marito. Quest'ultimo, quando scoprì il suo adulterio, uccise entrambi gli amanti. La sua storia d'amore commuoverà Dante nel Canto V. La si incontrerà nella Valle del Vento insieme ad altri lussuriosi. Francesca, insieme a Paolo, è un'anima che il giocatore deve assolvere per conquistare il trofeo Amore proibito.
- Paolo Malatesta: Fratello di Gianciotto, commise l'adulterio con la moglie di quest'ultimo, Francesca. Verrà ucciso dal fratello stesso insieme all'amante e finirà tra i lussuriosi. Anche l'assoluzione di Paolo è necessaria per la conquista del trofeo Amore proibito. Lo si troverà presso la Torre carnale.
- Semiramide: Leggendaria regina dell'Assiria, famosa per la travolgente lussuria, ora lei soffre nel suo desiderio. La si troverà presso la Torre carnale.
- Ciacco: Anonimo cittadino di Firenze, descritto nel Canto VI e latore di una profezia nel poema originale. Dedito in vita a rimpinzarsi per soddisfare i suoi appetiti, giacerà per l'eternità tra i maleodoranti fanghi del terzo cerchio, quello della Gola. Nel film d'animazione, viene visto immerso in una pozza di succhi gastrici, che gli prosciugano tutte le energie; Dante, accogliendo la pietà del dannato, lo assolverà, facendolo ascendere al Purgatorio.
- Clodia: Donna romana nota per essere stata una incallita giocatrice d'azzardo, una seduttrice ed una golosa, dedita alle oscenità e all'ubriachezza. La si può trovare all'interno di una bocca nel terzo cerchio. Non è nominata nell'opera originale.
- Tarpeia: Vergine vestale di Roma, aprì le porte della città ai Sabini, consentendo loro di entrare per predarla, volendo in cambio dell'oro. I Sabini infransero però la promessa e la uccisero. Appare agli inizi del quarto cerchio, quello degli Avari e dei Prodighi, in mezzo a degli ingranaggi. Non viene però mai citata nel poema originale, poiché secondo la regola del contrappasso non hanno riconosciuto altre gioie se non l'oro ed essi stessi rimarranno irriconoscibili.
- Gessio Floro: Procuratore romano della Giudea, noto per la sua pubblica avidità. Veniva particolarmente visto come un vero esempio di egoismo, e applicava personalmente la corruzione e l'estorsione delle tasse. Visto nel quarto cerchio, ma non originario dell'opera dantesca.
- Fulvia: Un tempo moglie di Marco Antonio, era abbastanza conosciuta a Roma per la sua forte avidità, perseguiva qualunque opportunità le capitasse per impadronirsi del potere, e veniva anche chiamata la donna più avida di Roma. Come per Tarpeia e per Gessio, fa parte del quarto cerchio, ma non appare nell'opera dantesca.
- Budicca: Un tempo era la regina della tribù degli Iceni, Celti della Britannia. Condusse personalmente un moto di ribellione contro la città di Roma. Lasciata sconfitta e dopo essersi suicidata per non venire catturata, Budicca sconterà la pena soffrendo del fuoco eterno della rabbia. Mai citata da Dante, è condannata nel quinto cerchio dell'Ira, nascosta da una cancellata.
- Ecuba: Regina di Troia, assistette alla distruzione della città e alla morte dei figli (tra i quali Ettore e Paride) e il marito Priamo. Mai citata da Dante, vista nel quinto cerchio.
- Filippo Argenti: Contemporaneo di Dante, fu un politico dal temperamento violento, sta immerso nel fiume Stige, anche se viene visto sulle sponde di esso accanto alla corona di pietra di Flegias. Sia nel poema che nel film d'animazione, Filippo viene notato e Dante trasuda odio e ribrezzo per il dannato; lo lascerà in balia dei compagni iracondi, che cominceranno ad accanirsi su di lui.
- Federico II di Svevia: Visto nel cerchio dell'Eresia, il sesto cerchio, era un uomo in costante guerra contro il Papa e la Chiesa e fu per questo motivo che venne bollato di eresia, finendo nel rispettivo cerchio dell'Inferno.
- Cavalcante dei Cavalcanti: Il motivo per cui si trova tra le tombe infuocate fu perché in vita venne denunciato come eretico per via delle sue idee e convinzioni atee. Dante lo colloca nella stessa tomba di Farinata, secondo il poema. Fu il padre di un noto amico di Dante, Guido Cavalcanti.
- Farinata degli Uberti: Nascosto in una nicchia in alto, Farinata degli Uberti fu un aristocratico toscano e capo militare. Credeva fermamente che l'anima morisse con il corpo, lasciando intendere che non credeva ad una vita oltre la morte e fu per questo bollato come eretico. Sia nel poema che nel film d'animazione, è latore di profezia, nel primo caso predice la sconfitta dei Ghibellini da parte dei Guelfi a Dante portandolo alla rovina, e nel secondo caso per evidente odio sbeffeggiando l'impresa del guerriero di salvare Beatrice e con Lucifero trionfante nei suoi piani; in questo film è un essere mostruoso abbastanza alto e scheletrico l'ambito da fiamme interne. In questa versione, Dante lo condannerà eternamente. Nel poema, venne messo in un'arca infuocata assieme a Cavalcante de' Cavalcanti.
- Attila: Detto il Flagello di Dio, fu un re unno dedito al massacro di armate e popoli. Per la sua innata violenza, venne posto alla statua del Minotauro, presso il fiume di sangue Flegetonte. Secondo il fumetto, sembra che una volta sfidò Lucifero, rimanendone però sconfitto.
- Pier della Vigna: Una volta cancelliere dell'imperatore Federico II, fallì nel difendere l'onore del suo padrone. Dopo che venne imprigionato e mandato in rovina, si tolse la vita, finendo così nella Selva dei Suicidi. Comparso nel poema originale, visto come una vittima agli occhi di Dante.
- Brunetto Latini: Incontrato lungo la strada verso il terzo girone del settimo cerchio, dove sono condannati coloro che fecero violenza contro Dio, natura e arte. Fu filosofo e studioso italiano, contemporaneo di Dante (nell'opera era suo maestro), ma il peccaminoso piacere della sodomia gli fece guadagnare un posto all'Inferno. Brunetto è un'anima che il giocatore deve assolvere per conquistare il trofeo Vecchio amico.
- Guido Guerra: Anche lui contemporaneo di Dante e anche lui condannato tra i violenti contro Dio, natura e arte per colpa della sodomia e del sangue da lui versato durante gli scontri tra Guelfi e Ghibellini.
- Taide: Una volta bellissima, era una famosa prostituta di Atene che adorava vedere molti uomini combattersi e uccidersi tra di loro per poter prendere parte ai propri desideri sessuali; fu per questo motivo che venne scagliata nell'ottavo cerchio, quello della Fraudolenza, per la precisione nella seconda bolgia, tra gli adulatori, nello sterco.
- Tiresia: Il grande veggente tebano, noto per le sue arti profetiche, venne condannato all'Inferno, nell'ottavo cerchio, in compagnia dei maghi della quarta bolgia. Egli fu l'unico che fece l'esperienza di entrambi i sessi; infatti nel videogioco lo si vede in forma femminile.
- Mirra: Mirra è la falsatrice di persona della decima bolgia, famosa per aver intrapreso rapporti incestuosi con il padre, il re di Assiria, ingannandolo sotto mentite spoglie.
- Alberigo dei Manfredi: Fu un traditore di patria e famiglia: uccise il fratello per vendetta, finendo così nell'ultimo cerchio dell'Inferno.
- Mordred: Figlio illegittimo di Re Artù, tradì il padre, alzando in battaglia la spada contro di lui e finendo tra i ghiacci del cerchio del tradimento. Citato di sfuggita nel poema.
- Ugolino della Gherardesca: Uno dei protagonisti più famosi e commoventi dell'opera di Dante, venne considerato dai pisani come un traditore della patria per via di alcuni castelli da lui ceduti al nemico. Venne rinchiuso in una torre con due figli e due nipoti, e morirà con essi di fame.

## Abilità

### Armi
- Alabarda: si usa solo durante una piccola parte del tutorial nella città di Acri e durante lo scontro con la Morte, fino a quando Dante non ruberà la Falce.
- Falce della Morte: una potente arma, per scontri sia a corto che a lungo raggio. Consente a Dante di dannare le anime dell'Inferno e i nemici che affronterà, aumentando il livello di Empietà. Man mano che si avanza, quest'arma avrà a disposizione sempre più combo, in base al livello di Empietà raggiunto. Ha il potere, come si legge nel file dedicato alla Morte, di recidere i legami tra anima e corpo: è grazie a questo potere che Dante riesce a sconfiggere e ferire gli abitanti dell'Inferno, tagliando i legami tra l'anima ed il corpo "aereo", cioè in grado di avvertire solo piacere e dolore, menzionato anche nel poema. Sembra abbia anche il potere di domare i giganti degli Inferi: ogni volta che Dante ne doma uno, gli pianta la falce in testa. Nell'anime, la falce non è della Morte: Dante infatti la sottrae ad un arcidiavolo. Inoltre, tale arma non è unica, in quanto vari altri diavoli mostrano di possederla. Viene distrutta alla fine del gioco da Lucifero.
- Croce divina: una croce che Beatrice affidò a Dante. Utilizzabile solo dopo aver raggiunto la cappella. Una volta che diventerà benedetta, la croce potrà essere usata come arma a distanza che lancia croci di luce, e potrà anche assolvere le anime dei morti e dei demoni che stanno a guardia dei gironi. L'aumentare del livello di Santità del crociato potenzierà la croce, dando l'incantesimo più potente del gioco e lanciando più croci alla volta. Nell'anime, viene data una possibile spiegazione del suo potere: essa appartiene da generazioni alla famiglia di Beatrice, e si dice contenga una spina della corona di Cristo.

### Magie
- Cammino di Redenzione: la prima magia del gioco. Si otterrà dopo il primo incontro con Virgilio. Consiste in un violento attacco frontale, che lascerà dietro Dante uno scia di ghiaccio che danneggerà i nemici.
- Aura Nera della Lussuria: usata inizialmente da Cleopatra nel Secondo Cerchio, Dante, una volta sconfitta le regina egizia, potrà usufruire del potere di questa tempesta generata dalla malizia dei dannati, che fungerà da scudo proteggendo l'eroe dai danni fisici e danneggiando i nemici vicini.
- Martirio: incantesimo che consente a Dante di sacrificare un po' della barra della vita e un po' della barra della magia per infliggere pesanti danni ai nemici.
- Divina Grazia: la magia più potente e utile del gioco, utilizzabile solo dopo aver raggiunto il terzo livello di Santità e dopo aver speso anime bonus per sbloccarla. Questa magia farà comparire a Dante delle ali di luce, che lo renderanno invulnerabile e gli restituiranno salute per un limitato periodo di tempo. L'uso di questa magia comporta l'utilizzo di gran parte del mana.
- Peccati del Padre: magia usata da Alighiero, padre di Dante e boss del Quarto Cerchio. Consiste in un crocifisso d'oro rotante, che insegue e perseguita i nemici, ferendoli. Potenziando questa magia, il numero di croci aumenterà, così come la potenza di questa fattura.
- Frutto dei Suicidi: una nebbia mefitica generata dagli alberi dei suicidi, che porta i nemici a patire la loro stessa angoscia e quindi ad autolesionarsi, fino ad uccidersi. Dante la otterrà dopo l'incontro con la madre.
- Abbraccio del Paradiso: ottenibile solo grazie al DLC "Pack Selva Oscura". Dante lancia intorno a sé cristalli energetici, che esplodono a contatto coi nemici.
- Voce Putrida: ottenibile solo grazie al DLC "Pack Diabolico". Prendendo spunto dai nemici che incontra nel girone dei Golosi, Dante emette una scia di acido mortale nella zona circostante.

### Reliquie
Le reliquie sono degli oggetti che possono essere trovati nell'Inferno, generalmente distruggendo con la croce i Cani Infernali, ed essere equipaggiate per avere un'abilità bonus nel combattimento. Inizialmente, si possono equipaggiare solo due reliquie, ma progredendo con i percorsi Santità ed Empietà si sbloccano degli slot per reliquie aggiuntive. Le reliquie possono anche salire di livello quando Dante raccoglie anime, aumentando l'effetto che forniscono.
- Lama della Morte: ottenuta parlando con Virgilio sulle Sponde d'Acheronte, aumenta il danno della falce.
- Remo di Caronte: ottenuta da un Cane Infernale su una chiglia di Caronte, aumenta l'esperienza per Santità assolvendo i nemici e i dannati.
- Occhi di Santa Lucia: ottenuta da un Cane Infernale nella cittadella del Limbo dopo aver superato la testa di Caronte, aumenta la possibilità che Dante devii un attacco in arrivo e respinga il nemico.
- Benedizione del Signore: ottenuta parlando con Virgilio dopo aver affrontato i Bambini non battezzati, aumenta il danno della croce.
- Pietà di Saladino: ottenuta da un Cane Infernale facendo scendere la statua di Saladino con una leva a sinistra, permette di recuperare Salute con un'assoluzione.
- Coda di Minosse: ottenuta dopo aver sconfitto Minosse, aumenta l'esperienza per Empietà condannando i nemici e i dannati.
- Libro di Francesca: ottenuta da un Cane Infernale sopra ai dannati-scala dopo aver sconfitto Minosse, concede più esperienza Empietà per ogni cinquanta uccisioni con la falce.
- Furia di Filippo: ottenuta scendendo dalla terza statua a sinistra del percorso con le sfere elettriche, permette di bloccare gli attacchi spezzaguardia.
- Desiderio di Tristano: ottenuta parlando con Virgilio dopo il breve filmato in cui compare Beatrice, aumenta il danno degli attacchi magici.
- Freccia di Paride (erroneamente tradotto con "Parigi"): ottenuta da un Cane Infernale su una sporgenza sotto Semiramide, aumenta il danno degli attacchi con la presa.
- Stendardo di Antonio: ottenuta sconfiggendo Marco Antonio, aumenta la velocità di riempire la barra della magia Redenzione.
- Pioggia dei Golosi: ottenuta da un Cane Infernale proseguendo a destra di una corda appena entrato nel terzo cerchio, permette di stordire dopo un'assoluzione i nemici circostanti per un breve periodo.
- Apprendistato di Azrael: ottenuta sconfiggendo Cerbero, aumenta la possibilità di stordire i nemici dopo un blocco.
- Bile di Ciacco: ottenuta parlando con Virgilio dopo aver superato la zona delle bocche, rigenera in modo persistente il Mana.
- Oro di Ottaviano: ottenuta da un Cane Infernale sopra dei dannati-scala dopo la prima corda, permette a Dante di rialzarsi e lanciare un attacco.
- Corona di Cartagine: ottenuta da un Cane Infernale a destra del gradone alla fine del canyon prima di entrare nel quarto cerchio, rende Dante resistente contro gli attacchi a distanza.
- Ala del Diavolo: ottenuta da un Cane Infernale sulla pedana destra dopo aver affrontato gli Avari-Prodighi, aumenta i danni aerei.
- Oro Sprecato: ottenuta da un Cane Infernale dopo aver sollevato il macchinario con le braccia appuntite, aumenta il riempimento della barra della magia Redenzione per ogni attacco riuscito.
- Moneta di Pluto: ottenuta da un Cane Infernale, situato a destra dei rampicanti-prigione, dopo il combattimento con una Bestia Asteriana e aver superato Virgilio, permette di incrementare il contatore combo.
- Occhio di Alighiero: ottenuta sconfiggendo Alighiero, è in grado di assorbire una certa quantità di danni.
- Borsa dell'Avaro: ottenuta da un Cane Infernale su una sporgenza a sinistra dopo aver sconfitto Alighiero, aumenta il tempo per eseguire punti combo.
- Richiamo di Medusa: ottenuta parlando con Virgilio dopo aver sconfitto i demoni sulla pedana, aumenta il danno degli attacchi a distanza e delle armi da lancio.
- Fiamma Guida: ottenuta da un Cane Infernale in cima a destra della torre di segnalazione, rende Dante immune agli attacchi tossici come il vomito dei Golosi.
- Rabbia di Farinata: ottenuta parlando con Virgilio dopo aver superato gli spuntoni all'ingresso della Città di Dite, permette di rompere subito le fontane.
- Lama di Cavalcanti: ottenuta da un Cane Infernale situato sopra i dannati-scala, a destra di Virgilio prima dello scontro con gli Eretici, permette di eludere un attacco respingendo un nemico e causando danni.
- Sigillo di Epicuro: ottenuta da un Cane Infernale su una sporgenza a destra delle piattaforme mobili, aumenta la probabilità di eseguire un colpo critico su ogni attacco.
- Anello di Federico: ottenuta da un Cane Infernale scendendo su dei dannati-scala prima del percorso delle stalattiti, ha la possibilità di attivare Divina Grazia, che stordisce i nemici e guarisce Dante.
- Zoccolo di Nesso: ottenuta da un Cane Infernale accanto ad Attila, gli attacchi della falce non possono essere elusi.
- Armatura di Attila: ottenuta da un Cane Infernale scendendo dalla seconda statua del centauro e usando dei rampicanti-prigione, gli attacchi di Dante non vengono interrotti se parati.
- Ricordo di Acri: ottenuta da un Cane Infernale dopo aver sconfitto i Crociati dannati, Dante non può essere interrotto durante gli attacchi con la croce.
- Perdono di Francesco: ottenuta dopo aver sconfitto Francesco, protegge Dante da tutti i danni.
- Ala delle Furie: ottenibile solo grazie al DLC "Pack Tre Reliquie". Incrementa il numero dei colpi inferti con la falce.
- Cervello di Ruggieri: ottenibile solo grazie al DLC "Pack Tre Reliquie". Consente di schivare durante l'esecuzione di combo speciali.
- Cuore Di Paolo: ottenibile solo grazie al DLC "Pack Tre Reliquie". Permette di trasformare le anime in mana.
- Frusta Del Ruffiano: ottenibile solo grazie al DLC "Pack Diabolico". Aumenta il potere dell'incantesimo "Voce Putrida".
- Ira di Santa Lucia: ottenibile solo grazie al DLC "I Tormenti di Santa Lucia". Le abilità e gli attacchi effettuati con la Croce non possono essere bloccati.
- Pietra Della Collera: ottenibile solo grazie al DLC "Pack Selva Oscura". Riduce in modo consistente l'ammontare di mana necessario all'uso degli incantesimi.
- Serpente Dei Ladri: ottenibile solo grazie al DLC "Pack Divino". Le abilità e gli attacchi speciali della falce non possono essere bloccati dai nemici.

## Doppiaggio
| Personaggi           | Doppiatori Italiani | Doppiatori Originali |
| -------------------- | ------------------- | -------------------- |
| Dante Alighieri      | Stefano Albertini   | Graham McTavish      |
| Virgilio             | Gianluca Iacono     |                      |
| Beatrice Portinari   | Maura Marenghi      | Vanessa Branch       |
| Lucifero             | Marco Pagani        | Steven Blum          |
| Francesco Portinari  | Tony Fuochi         | Tom Tate             |
| Alighiero Alighieri  | Gianni Gaude        | JB Blanc             |
| La Morte             | Tony Fuochi         |                      |
| Caronte              | Giovanni Battezzato |                      |
| Minosse              | Giovanni Battezzato |                      |
| Cleopatra            | Caterina Rochira    | Alison Lees-Taylor   |
| Marco Antonio        | Tony Fuochi         | Tom Tate             |
| Il vescovo           | Ivo De Palma        |                      |
| Isabella degli Abati | Silvana Fantini     | Pollyanna McIntosh   |
| Re Riccardo          | Tony Fuochi         |                      |

## Contenuti aggiuntivi

### Death Edition
In Europa è stata venduta una confezione speciale contenente, oltre al gioco:
- Una skin di Isaac Clarke di Dead Space
- Documentario con il Making-of del gioco (sottotitolato);
- Documentario “Dante nella Storia” (sottotitolato);
- Colonna Sonora completa del gioco;
- Documentario sulla realizzazione di musica ed audio (sottotitolato);
- Artbook Digitale curato dal visual designer Wayne Barlowe (sottotitolato);
- Oltre 10 minuti di scene tratte dall'anime Dante’s Inferno - Un poema animato (sottotitolato);
- Ristampa digitale del Poema Completo (solo in inglese);

La data di lancio è il 5 febbraio, per Playstation 3 e Xbox 360. La versione americana si chiama Divine Edition, prevista solo per PlayStation 3.

### St. Lucia Edition
La "St. Lucia Edition" contiene:
- Il gioco base;
- Selva Oscura, è un livello prequel del gioco (DLC scaricabile dal PSN e Xbox Live);
- Santa Lucia, Angelo, personaggio giocabile nella modalità co-op online.
- I Tormenti di Santa Lucia, le relative sfide (un altro DLC scaricabile con modalità co-op online).
- Editor per pubblicare i replay della battaglie online.

## Altri media
È stato realizzato un film d'animazione, tratto dal videogioco, intitolato Dante’s Inferno: An Animated Epic, distribuito il 9 febbraio 2010. Essendo il risultato del lavoro di sei registi, il lungometraggio è suddiviso in sei capitoli, ciascuno dei quali ha stile e aspetto dei personaggi differente.
La Panini Comics assieme alla wildstorm DC ha pubblicato in Italia una serie a fumetti, ispirata al gioco.
Nel videogioco per PlayStation Portable dal titolo Army of Two: Il 40º giorno del 2010, Dante è un personaggio nascosto e giocabile dopo aver finito il gioco al 100% da peccatore.

## Accoglienza
| Testata                          | Versione | Giudizio |
| -------------------------------- | -------- | -------- |
| Metacritic (media al 21/08/2021) | PS3      | 75/100   |
| Metacritic (media al 21/08/2021) | PSP      | 70/100   |
| Metacritic (media al 21/08/2021) | X360     | 73/100   |
| Destructoid                      | PS3      | 9/10     |
| Destructoid                      | X360     | 9/10     |
| Edge                             | PS3      | 6/10     |
| Eurogamer                        | X360     | 6/10     |
| Famitsū                          | PS3      | 32/40    |
| Famitsū                          | X360     | 32/40    |
| Game Informer                    | PS3      | 7/10     |
| Game Informer                    | X360     | 7/10     |
| Game Revolution                  | PS3      | C+       |
| Game Revolution                  | X360     | C+       |
| GamePro                          | PS3      | 4/5      |
| GameSpot                         | PS3      | 6,5/10   |
| GameSpot                         | X360     | 6,5/10   |
| GameSpy                          | X360     | 3,55     |
| GameTrailers                     | X360     | 6,8/10   |
| GameZone                         | X360     | 7/10     |
| Giant Bomb                       | X360     | 2/5      |
| IGN                              | PS3      | 7,5/10   |
| IGN                              | PSP      | 4,5/10   |
| IGN                              | X360     | 7,5/10   |
| OXM                              | X360     | 7,5/10   |
| PSM                              | PS3      | 4/5      |
| PSM                              | PSP      | 3,5      |
| The Daily Telegraph              | PS3      | 6/10     |
| The A.V. Club                    | X360     | C+       |
| Wired                            | PS3      | 7/10     |

Il gioco ha ricevuto critiche favorevoli, anche se non totalmente positive. Rubriche come SpazioGames.it e Everyeye.it gli hanno dato voti che vanno dall'8 al 9, elogiando il gameplay e l'ambientazione di gioco ben curata, ma non sono mancati i voti più modesti in altre rubriche (7 e 6) che lo hanno considerato ripetitivo e con un sistema di combattimento troppo banale. Il voto più basso è stato 5.8, assegnatogli da 1UP.com, che lo considerò un "popcorn movie" che ha impegnato ottimi talenti, ma che ha fallito nella realizzazione di un buon action game.
La rivista Play Generation lo classificò come il terzo migliore titolo d'avventura del 2010. La stessa testata lo reputò come uno dei quattro migliori giochi ambientati all'Inferno.

## Sequel
Nonostante Visceral Games dichiarò inizialmente di non avere piani per un sequel, nel novembre 2011 Joshua Rubin annunciò di essere stato assunto come scrittore per un seguito videoludico, e lasciando intendere fortemente che si trattasse di un seguito di Dante's Inferno. Tuttavia, non si ebbero più ulteriori notizie da allora fino alla chiusura di Visceral Games nel 2017; seppur non confermato ufficialmente, alcuni siti di videogiochi riportarono che il seguito venne cancellato. Nel 2018, Alex Riviello del sito Polygon pubblicò un articolo sul gioco cancellato The Ripper, anch'esso di Visceral Games, con interviste agli sviluppatori; in tale articolo viene dichiarato che il sequel di Dante's Inferno entrò effettivamente in produzione, con il titolo Purgatorio, e che possedeva una sceneggiatura finita, un livello giocabile, ed una meccanica di arrampicata per scalare il monte del Purgatorio, ma fu cancellato senza essere rivelato pubblicamente a causa delle vendite deludenti del primo capitolo.
Nel gennaio 2023 venne inoltre rivelato che IronMonkey Studios lavorò ad un gioco 2D a scorrimento laterale per dispositivi mobili basato su Dante's Inferno, ma venne cancellato dalla EA dopo 6 mesi di sviluppo quando lo studio spostò le sue priorità sull'emergente mercato di titoli free-to-play.